# Lechlin
Lechlin – wieś w Polsce położona w województwie wielkopolskim, w powiecie wągrowieckim, w gminie Skoki.

## Historia
W latach 1954–1958 wieś należała i była siedzibą władz gromady Lechlin, po jej zniesieniu w gromadzie Skoki. W latach 1975–1998 miejscowość administracyjnie należała do województwa poznańskiego.

## Zabytki
- kościół św. Stanisława Biskupa - 1839-1840,
- szkoła murowana z początku XX wieku, rozbudowana w latach 80. i 90. XX wieku,
- zespół dworski: dwór z początku XIX wieku z wieżą z 1840 (obecnie przedszkole), stajnia, obora, stodoła (lata 20. XX wieku) i czworak (połowa XIX wieku)[3].

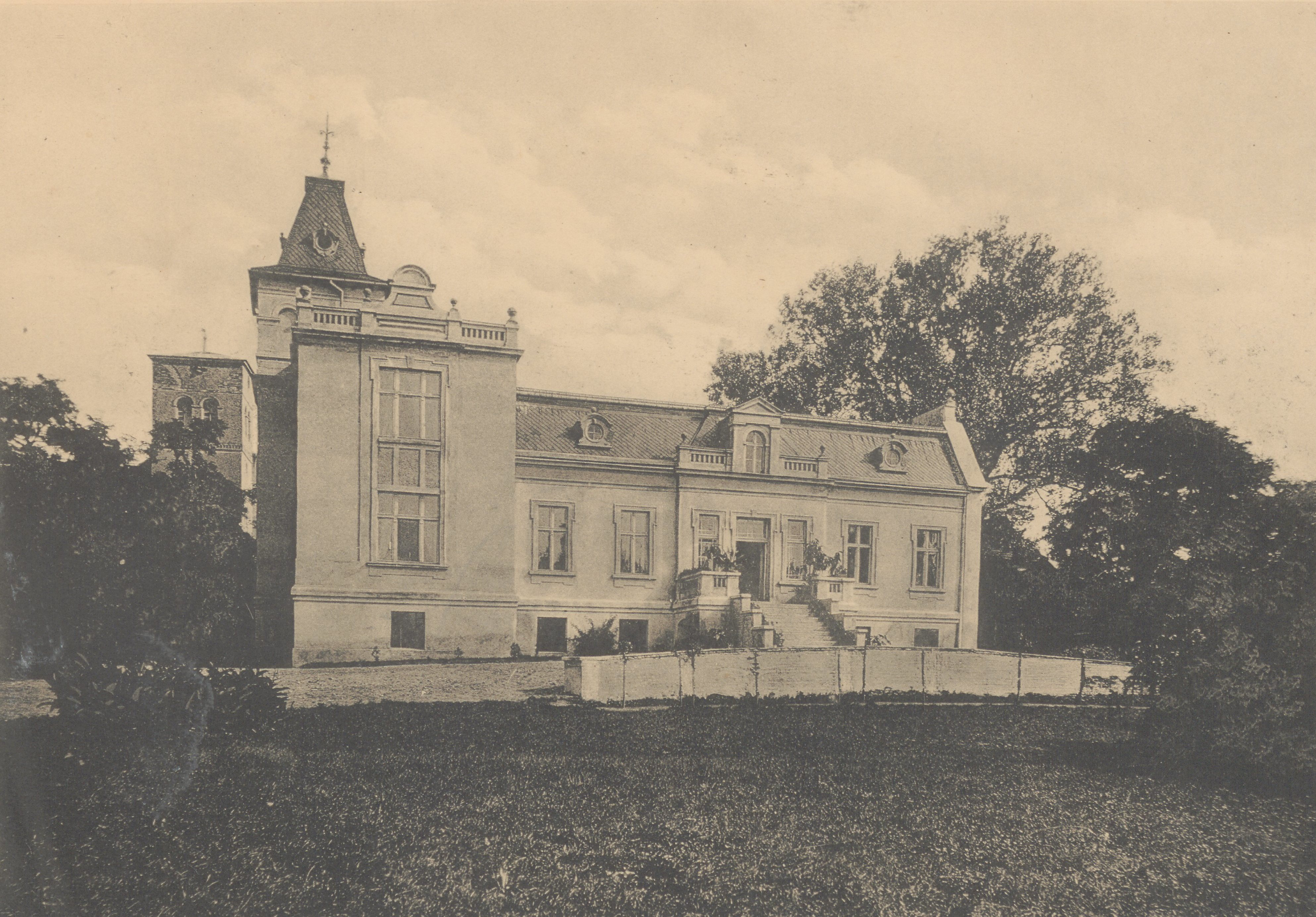
Widok dworu przed 1912